# Ruś Nowogrodzka
Ruś Nowogrodzka (ros. Новгородская земля, staroruski Новгородская земьля, staronordyjski Gardariki „kraj grodów”), zwana też Górną Rusią lub Ziemią Nowogrodzką – najstarsze znane wschodniosłowiańskie państwo założone przypuszczalnie przez Ruryka ok. 862 roku. Moment ten jest uważany za początek historii Rusi. Za panowania Olega Mądrego, ok. 884 r. doszło do przyłączenia Rusi Kijowskiej do Rusi Nowogrodzkiej. Z przyczyn geopolitycznych stolica państwa Olega została jednak wkrótce przeniesiona z Nowogrodu do Kijowa.
Ruś Nowogrodzka zaistniała jako państwo ponownie w okresie rozbicia dzielnicowego Rusi Kijowskiej. Z czasem w państwie o ustroju feudalnym rozwinęła się specyficzna forma demokracji i Księstwo Nowogrodzkie przekształciło się w tzw. „Republikę Nowogrodzką” (zw. też Rzecząpospolitą Nowogrodzką, ros. Новгородская феодальная республика). W 1478 r. Ruś Nowogrodzka została włączona do Wielkiego Księstwa Moskiewskiego.

## Historia

### Państwowość staroruska

Księstwa Rusi Kijowskiej po śmierci Jarosława Mądrego w 1054 roku

Przed 860 r. na obszarze pomiędzy Bałtykiem i Wołgą istniało prawdopodobnie kilka państewek, których władcy tytułowali się kaganami. Państwa te udało się zjednoczyć ok. 862 r. Rurykowi, który panował w Nowogrodzie Wielkim. Stąd miasto to uważa się za kolebkę państwowości rosyjskiej. Niektórzy członkowie drużyny Ruryka pod przywództwem Askolda i Dira udali się w dół Dniepru, gdzie zawładnęli państwem plemiennym Polan wschodnich i ich największym grodem – Kijowem. Następca i krewny Ruryka, Oleg Mądry ok. 880-884 r. podbił Kijów, a Askold i Dir najprawdopodobniej zostali zabici. Z powodu położenia geograficznego miasta Oleg postanowił przenieść swoją stolicę z Nowogrodu właśnie do Kijowa. W ten sposób powstało państwo zwane Wielkim Księstwem Kijowskim. Do XII wieku Nowogród pozostawał największym ruskim miastem, zwanym „Panem Nowogrodem Wielkim”.

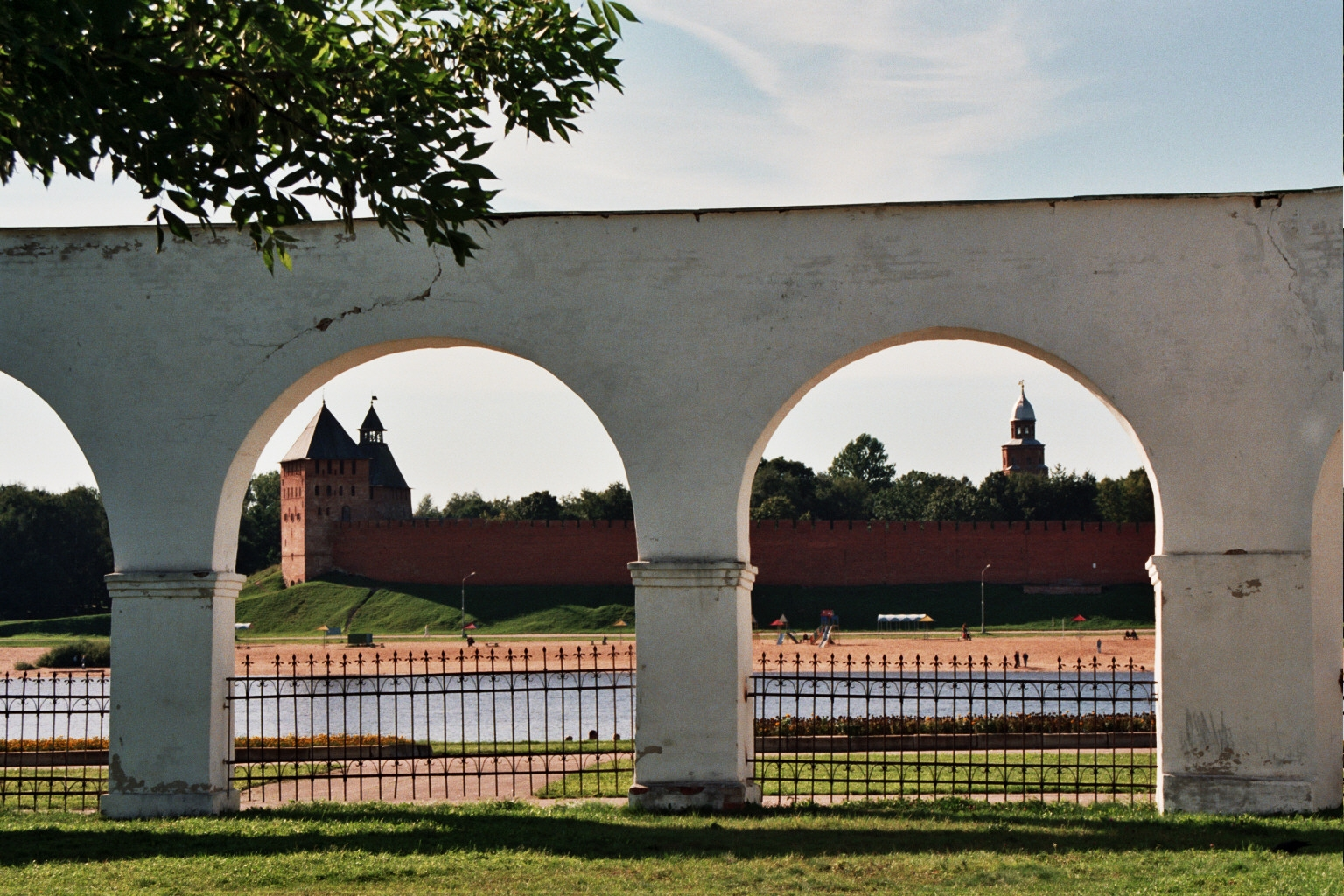
Widok na kreml nowogrodzki

### Rzeczpospolita Nowogrodzka
W wyniku rozbicia dzielnicowego Wielkiego Księstwa Kijowskiego Ruś Nowogrodzka w XII w. uzyskała znaczną niezależność.
Do 1169 roku Nowogród Wielki pozostawał w stosunku wasalnym od Wielkiego Księstwa Kijowskiego, w latach 1169-1389 od Wielkiego Księstwa Włodzimierskiego. Po klęsce sił rusko-połowieckich w bitwie nad Kałką (1223) Batu-chan podbił wszystkie ziemie ruskie z wyjątkiem Nowogrodu Wielkiego, który jednak zmuszony był uznać zwierzchność Mongołów i opłacać trybut. W XII-XV wieku Nowogród zajął znaczne tereny położone między Bałtykiem a Uralem a także zachodnią Syberię, tzw. „Jugrę”.

#### Rządy Aleksandra Newskiego
W okresie panowania mongolskiego wodzem dużej rangi i zręcznym politykiem okazał się książę nowogrodzki Aleksander Newski z rodu Rurykowiczów. W 1236 został wybrany na księcia Nowogrodu. W tym czasie na zachodzie coraz większe zagrożenie stwarzał Zakon kawalerów mieczowych, a z północy zaczęli zagrażać Szwedzi. Aleksander Newski pokonał Szwedów w 1240 roku w bitwie nad Newą, stąd wziął się jego przydomek. W 1242 na zamarzniętym jeziorze Pejpus zwyciężył wojska inflanckiej gałęzi zakonu krzyżackiego i zdobył Psków, co zapobiegło ekspansji Zakonu na ziemie ruskie. Następnie pokonał najeżdżające Nowogród wojska litewskie.
Będąc doskonałym dyplomatą, jednocześnie zawierał z Tatarami okresowe porozumienia. W 1249 otrzymał jarłyk na tytuł księcia kijowskiego, a w 1252 – wielkiego księcia włodzimierskiego. W 1257 odbył wraz z Tatarami ekspedycję karną do Nowogrodu, powstrzymującego się z wypłatą danin.

#### Związki z Litwą i Polską
W latach 1389–1392 oraz 1407-1412 Republika Nowogrodzka pozostawała w stosunku lennym do Korony Królestwa Polskiego, związana osobą brata Jagiełły – Lingwenem. Wojska Nowogrodzkie brały udział w bitwie pod Grunwaldem. Od 1470 w unii personalnej z Wielkim Księstwem Litewskim. Prawosławne arcybiskupstwo nowogrodzkie objął za wstawiennictwem Kazimierza Jagiellończyka metropolita kijowski Grzegorz II, zwolennik unii florenckiej, zastępując zmarłego Jana, uznającego zwierzchnictwo metropolity moskiewskiego.

### Ziemia nowogrodzka w składzie Wielkiego Księstwa Moskiewskiego i Carstwa Rosyjskiego
W XIV w. zaczął na Rusi Północnej rosnąć wpływ Wielkiego Księstwa Moskiewskiego, którego władcy od Iwana Kality rozpoczęli politykę jednoczenia ziem ruskich pod swoim berłem. W 1478 r. Nowogród został zdobyty przez wielkiego księcia moskiewskiego Iwana III Srogiego i wcielony do Wielkiego Księstwa Moskiewskiego. W jego ramach miasto Nowogród cieszyło się specjalnymi przywilejami, sukcesywnie jednak ograniczanymi. Iwan przesiedlił największe rody z miasta na obszar swoich włości nad Wołgą. Przesiedleńcy byli faktycznymi twórcami miasta Niżny Nowogród. W 1494 r. zamknięto w mieście kantor Hanzy.
Za panowania Iwana IV Groźnego doszło do wstrzymania przywilejów miejskich, co skłoniło radę miejską Nowogrodu do tajnych pertraktacji z Litwą. Car wysłał przeciwko grodowi karną ekspedycję, która w styczniu i lutym 1570 wymordowała od 3 do 60 tys. ludzi, a wielu innych wygnała z miasta. Mordowanie Nowogrodzian trwało 5 tygodni, począwszy od 9 stycznia. Iwan Groźny osobiście niszczył mury, szukając skarbów miejscowych. Wkrótce do Moskwy wywieziono wiele wozów złota i biżuterii. Po tych wydarzeniach miasto już nie odzyskało dawnej świetności i odebrano mu przydomek „Wielki”.
W XVII wieku Nowogród miał jeszcze pewne znaczenie handlowe, ale stracił i to po założeniu Petersburga. Sytuacja miasta polepszyła się w XX wieku. W 1944 r. Nowogród Wielki został stolicą nowo utworzonego obwodu nowogrodzkiego. W 1998 r. z inicjatywy władz rosyjskich miasto odzyskało przydomek „Wielki”. Obecnie jest jednym z ośrodków turystycznych Rosji.